# Kåhög
Kåhög est une localité de Suède située dans la commune de Partille du comté de Västra Götaland. Elle couvre une superficie de 0,48 km2. En 2010, elle compte 832 habitants.